# Crown Jewel
WWE Crown Jewel est un événement annuel de catch (lutte professionnelle) produit par la World Wrestling Entertainment (WWE), une fédération de catch américaine, qui est diffusé en direct et disponible en pay-per-view (PPV) ainsi que sur le WWE Network. Il se déroule chaque année en Arabie saoudite. La première édition de ce événement a eu lieu le 2 novembre 2018.

## Historique
| #                                                                             | Événement          | Date            | Ville                    | Lieu                                 | Main Event                                                                                          | Spectateurs |
| ----------------------------------------------------------------------------- | ------------------ | --------------- | ------------------------ | ------------------------------------ | --------------------------------------------------------------------------------------------------- | ----------- |
| 1                                                                             | Crown Jewel (2018) | 2 novembre 2018 | Riyad ( Arabie saoudite) | King Saoud University Stadium        | D-Generation X (Triple H et Shawn Michaels) contre Brothers of Destruction (The Undertaker et Kane) | NC          |
| 2                                                                             | Crown Jewel (2019) | 31 octobre 2019 | Riyad ( Arabie saoudite) | Stade international du Roi-Fahd      | Seth Rollins (c) contre "The Fiend" Bray Wyatt pour le WWE Universal Championship                   | NC          |
| 3                                                                             | Crown Jewel (2021) | 21 octobre 2021 | Riyad ( Arabie saoudite) | Mohammed Abdu Arena on the Boulevard | Roman Reigns (c) contre Brock Lesnar pour le WWE Universal Championship                             | NC          |
| 4                                                                             | Crown Jewel (2022) | 5 novembre 2022 | Riyad ( Arabie saoudite) | Mrsool Park                          | Roman Reigns (c) contre Logan Paul pour l'Undisputed WWE Universal Championship                     | NC          |
| 5                                                                             | Crown Jewel (2023) | 4 novembre 2023 | Riyad ( Arabie saoudite) | Mohammed Abdu Arena on the Boulevard | Roman Reigns (c) contre LA Knight pour l'Undisputed WWE Universal Championship                      | NC          |
| 6                                                                             | Crown Jewel (2024) | 2 novembre 2024 | Riyad ( Arabie saoudite) | Kingdom Arena                        | À venir                                                                                             |             |
| (c) – désigne le(s) champion(s) défendant son/leurs titre(s) pendant le match |                    |                 |                          |                                      | |             |